# Haití en los Juegos Panamericanos de 2023
Haití compitió en los  Juegos Panamericanos de 2023 que se realizaron en Santiago, Chile, desde el 20 de octubre al 5 de noviembre de 2023. Logrando igualar su mejor marca en competencias Panamericanas alcanzando 3 preseas (1 plata y 2 bronces) igualando su participación en Santo Domingo 2003
Los abanderados de la delegación haitiana en la ceremonia de apertura fueron Aliyah, taekwondoka y el boxeador Howard Darrius.

## Medallistas
| Medalla           | Deportista              | Deporte   | Evento                 | Fecha         |
| ----------------- | ----------------------- | --------- | ---------------------- | ------------- |
| Medalla de plata  | Ava Soon Lee            | Taekwondo | -67kg Kyorugi Femenino | 22 de octubre |
| Medalla de bronce | Aliyah Shipman          | Taekwondo | +67kg Kyorugi Femenino | 23 de octubre |
| Medalla de bronce | Cedrick Belony-Duliepre | Boxeo     | 71kg Masculino         | 26 de octubre |